# Navjote

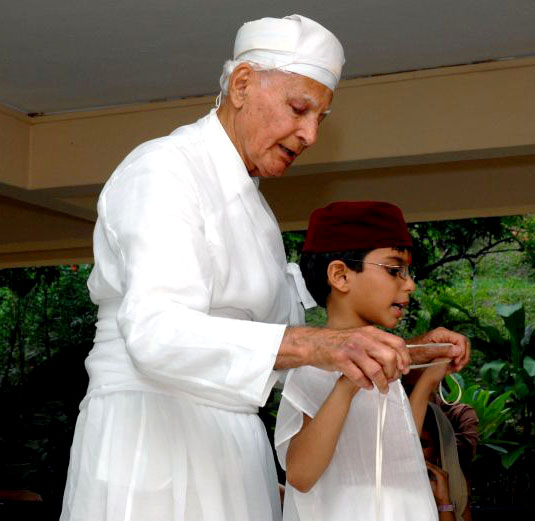
Navjoteceremoni - Mobeden vägleder barnet i att knyta det heliga kushti (snöret).

Navjote (persiska: سدره پوشی, sedrepushi) är en zoroastrisk ceremoni i vilken en person initieras i zoroastrismen. 
Enligt zoroastrisk människosyn föds ingen som zoroastrier utan religion betraktas som ett fritt och medvetet val. Men navjote genomgås i regel av alla som föds i en zoroastrisk familj. 